# Гризиняно ди Дзоко
Гризиня̀но ди Дзо̀ко (на италиански: Grisignano di Zocco; на венециански: Grisignan, Грисинян) е малко градче и община в Северна Италия, провинция Виченца, регион Венето. Разположено е на 23 m надморска височина. Населението на общината е 4275 души (към 2015 г.).